# Pasul Lainici
Pasul Lainici (numit și Pasul Surduc) este o trecătoare situată în județul Gorj, în partea vestică a Carpaților Meridionali în defileul Jiului, în centrul „Parcului Național Defileul Jiului”, între munții Parâng la est și Vâlcan la vest, la o altitudine de 450 m.

## Date geografice

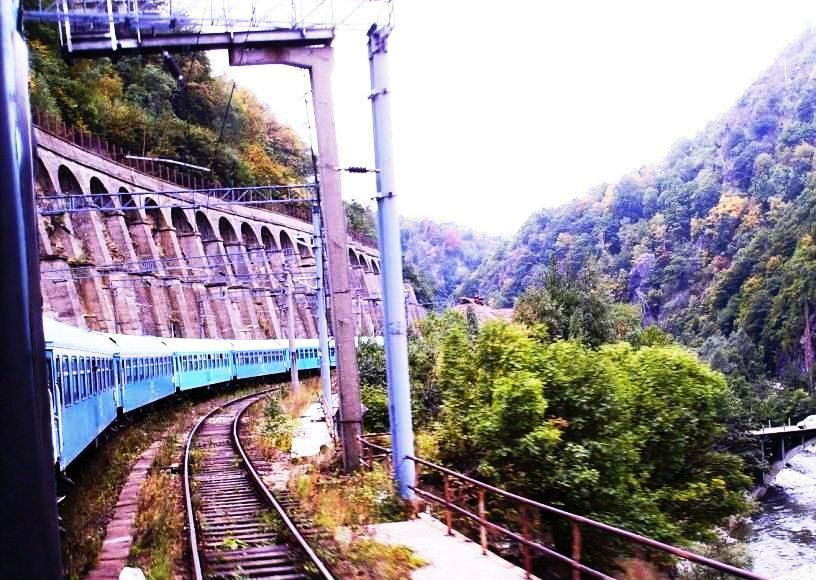
Calea ferată din Defileul Jiului

Trecătoarea face legătura dintre Depresiunea Petroșani și depresiunea subcarpatică Târgu Jiu – Câmpu Mare (Depresiunea Olteană), de-a lungul Drumului național 66, suprapus peste un segment al Drumului European E 79.
Zona Trecătorii Lainici începe de la sud de Monumentul Generalului Ion Dragalina, unde Valea Jiului este îngustă, se deschide spre nord la Popasul Turistic Lainici și la Mănăstirea Lainici, îngustându-se din nou în zona gării CFR Lainici. Astfel, Jiul patrunde mai întâi prin gâtlejul Surducului, apoi mai jos de Pietrele Albe, Cârligele îi închid din nou strâns valea între stânci și abrupturi. În defileul Surduc-Lainici, Jiul are o cădere de 165 m pe o distanță de 18 km.
Prin defileu trece calea ferată secundară Târgu Jiu – Petroșani, a cărei construcție începută în 1924 s-a finalizat deabia în 1948. Pe porțiunea Bumbești – Livezeni linia are cea mai mare densitate de lucrări de arta feroviară din România.

Monumentul Generalului Dragalina

## File de istorie
Pentru stabilirea unei căi de comunicație care să asigure legătura comercială dintre Transilvania și Țara Românească prin defileul Jiului, s-au făcut demersuri încă din a doua jumătate a secolului XVIII. Din lipsă de resurse financiare, guvernul ungar inițial nu a sprijinit acest demers. Finanțarea acestei investiții a demarat totuși în 1870, în baza sprijinului oferit mai întâi de Societatea de Mine și Furnale Brașov (interesată de valorificarea consistentelor zăcăminte de cărbune descoperite în zonă), ulterior de comuna Petroșani printr-un credit obținut de la statul austro-ungar și, la final după ce în 1880 o comisie ungară a stabilit definitiv traseul viitorului drum, de către ambele state situate de o parte și de alta a Carpaților Meridionali. Deși lucrãrile s-au finalizat în 1890, darea în circulație s-a făcut deabea în 4 septembrie 1894.
Aici a fost granița dintre Regatul României și Austro-Ungaria. În Primul Război Mondial trecătoarea a devenit renumită datorită luptelor desfășurate în defileu. Un monument comemorativ format dintr-o cruce de marmură albă așezată pe un postament de ciment, marchează locul în care generalul Ion Dragalina – numit la comanda Armatei I pentru a conduce luptele de pe Cerna și Jiu, a fost rănit în data de 12 octombrie 1916 în timp ce inspecta „Grupul Jiu”.
În apropierea podului de peste Jiu din Lainici se află un alt mic monument comemorativ, ridicat în cinstea celui care a fost timp de 25 de ani conducătorul Biroului de Turism pentru Tineret din România – Gioni Baboș
În ianuarie 1999 defileul a fost teatru de bătălie între jandarmi și minerii conduși de Miron Cozma.

Vechea şi noua biserică a Mănăstirii Lainici

## Obiective turistice de interes
- Mănăstirea Lainici
- Monumentele naturii numite Sfinxul Lainicilor și Stâncile Rafailă
- În apropiere se află Mănăstirea Locuri Rele